# 高倉村 (石川県)
高倉村（たかくらむら）は、石川県珠洲郡に存在した村である。

## 沿革
- 1889年（明治22年）4月1日 - 町村制の施行により、珠洲郡真脇村、小浦村、羽根村及び大沢村を廃し、その区域をもって珠洲郡高倉村を設置する。
- 1907年（明治40年）10月15日 - 珠洲郡小木村及び高倉村を廃し、その区域をもって珠洲郡小木村を設置する。高倉村の4大字は小木村に継承。

## 隣接していた町村
- 町
  - 宇出津町
- 村
  - 木郎村
  - 小木村

## 歴代村長
| 代 | 氏名       | 就任時期                       |
| -- | ---------- | ------------------------------ |
| 1  | 川本孝正   | 1889年6月27日 - 1893年6月26日  |
| 2  | 川本孝正   | 1893年7月25日 - 1897年7月24日  |
| 3  | 川本孝正   | 1897年7月26日 - 1898年3月27日  |
| 4  | 池田実     | 1898年4月10日 - 1899年12月26日 |
| 5  | 千葉儀八   | 1900年4月2日 - 1903年4月3日    |
| 6  | 宮下良太郎 | 1903年4月24日 - 1907年4月23日  |
| 7  | 宮下良太郎 | 1907年6月25日 - 1907年10月15日 |